# Erika Remberg

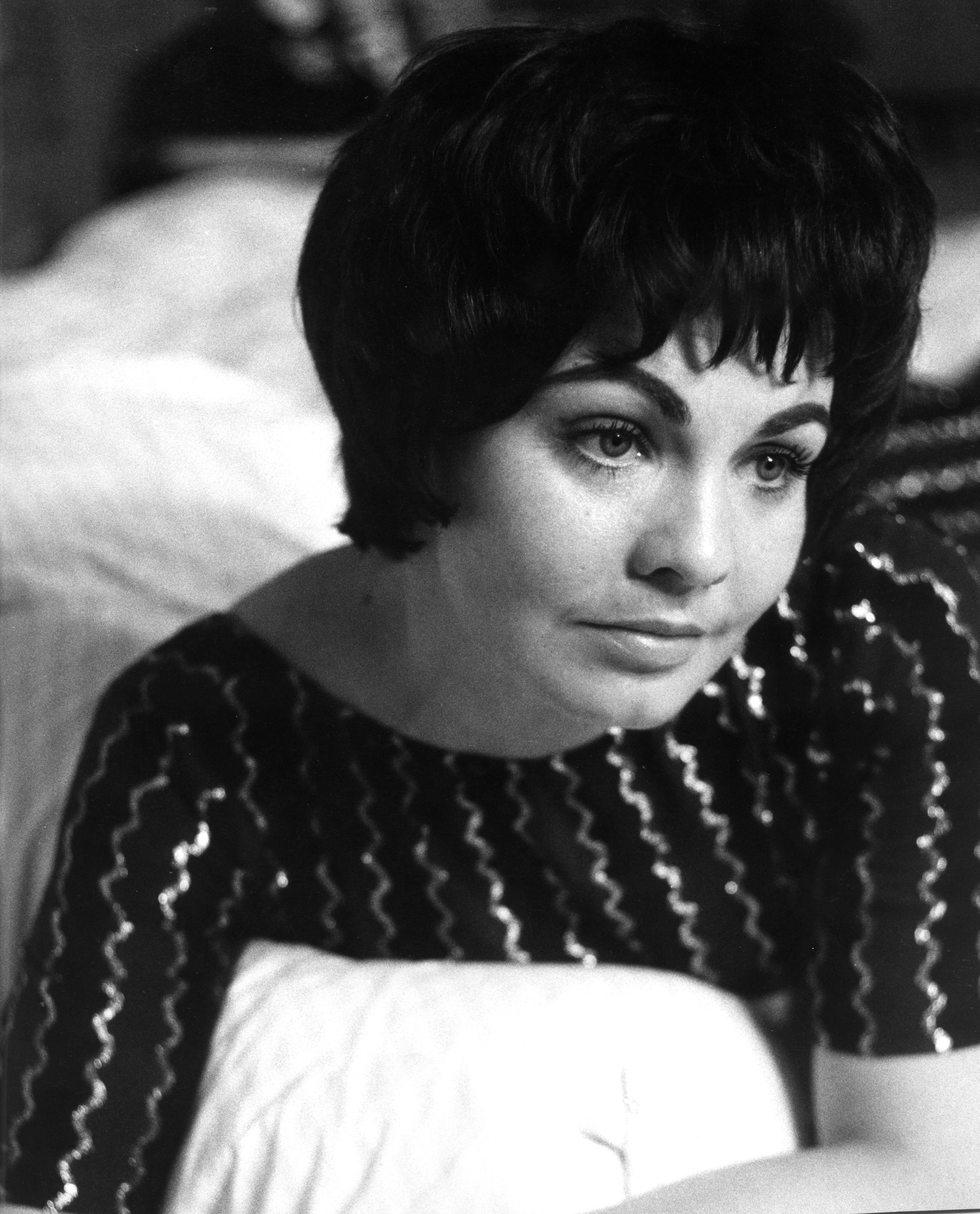
Während der Dreharbeiten von „Circus Of Horrors“, 1960, London

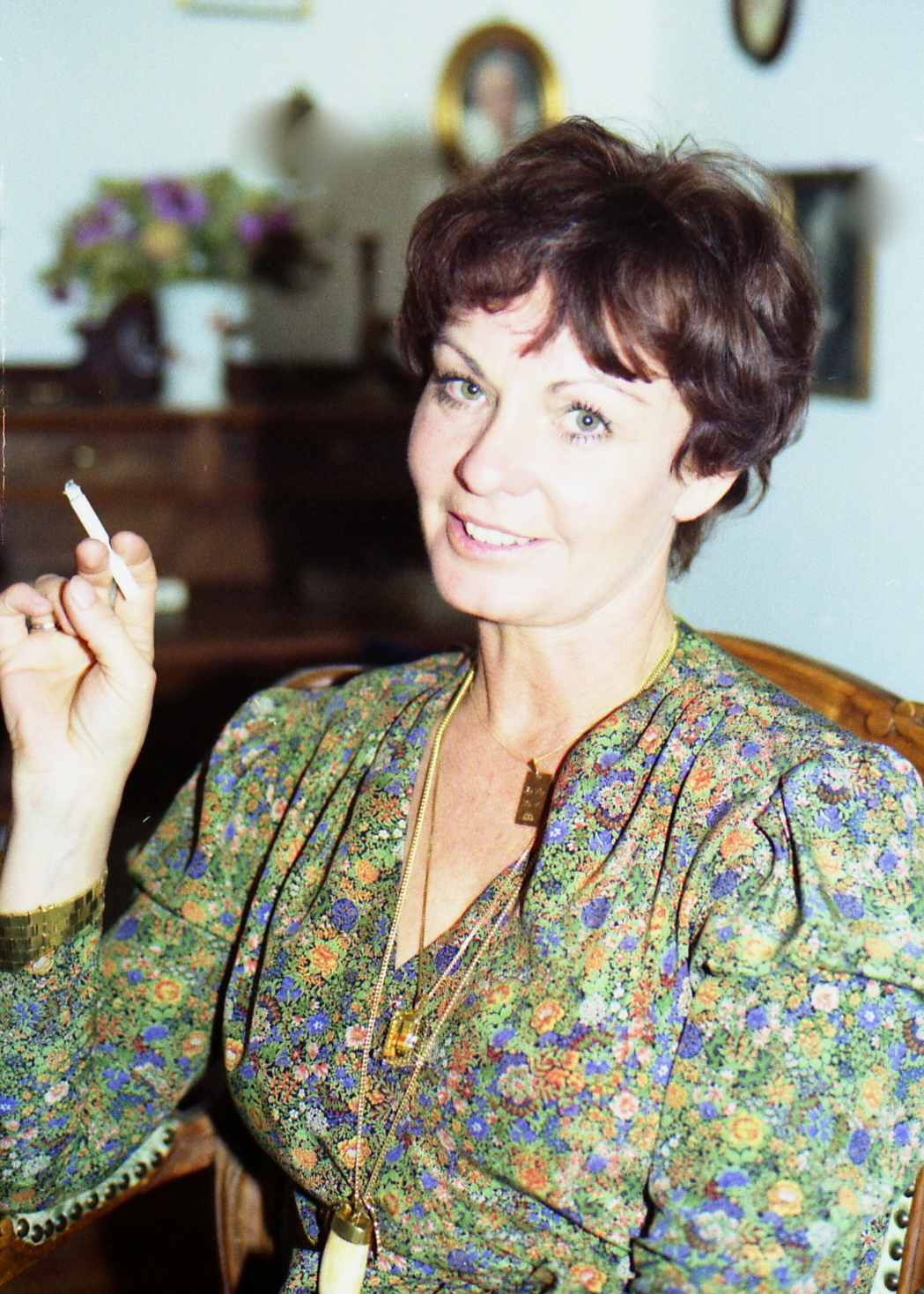
Erika Remberg, Dezember 1980

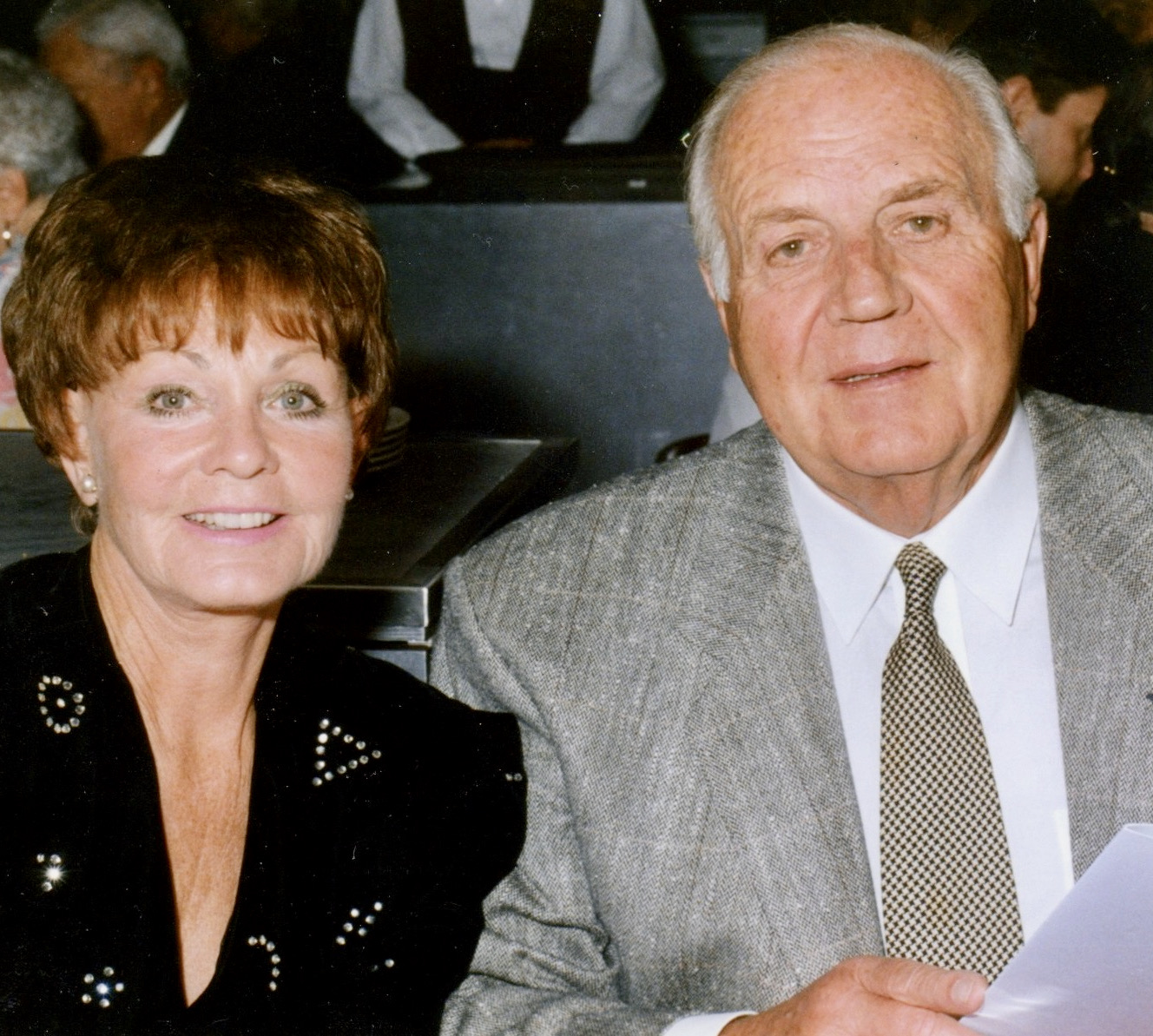
Ehepaar Erika Remberg / Sidney Hayers 1995 auf einer Kreuzfahrt

Erika Remberg, eigentlich Erika Crobath, (* 15. Februar 1932 in Medan, Sumatra, Indonesien; † 10. November 2017 in Benidorm) war eine österreichische Schauspielerin.

## Leben
Erika Remberg wurde als Tochter eines Tabakpflanzers in Indonesien geboren. Während des Zweiten Weltkrieges zog die Familie zurück nach Österreich, so dass Erika Remberg ein Gymnasium in Innsbruck besuchte. Hier kam sie in Berührung mit einer Laienbühne und stand mit 16 Jahren das erste Mal im Rampenlicht. Nach weiterer Ausbildung und kleinen Engagements kam sie zur Exl-Bühne und nach deren Auflösung 1956 endgültig zum deutschen Film.
An der Exl-Bühne lernte sie den österreichischen Schauspieler Walther Reyer kennen und heiratete den späteren Burgschauspieler im Jahr 1950. Sie haben eine gemeinsame Tochter Veronika, die 1950 in Innsbruck zur Welt kam.
Als Lebensgefährtin von Klaus Kinski machte sich Remberg rasch einen Namen als Nachwuchsschauspielerin in Hauptrollen von künstlerisch zwar anspruchslosen, aber kommerziell erfolgreichen Filmen. Bis Anfang der 1960er-Jahre war sie in Filmen wie Kaiserjäger (1956), Wien, du Stadt meiner Träume (1957) oder Laila – Liebe unter der Mitternachtssonne (1958) zu sehen. Im Jahr 1960 war sie kurzzeitig mit dem südamerikanischen Schauspieler Gustavo Rojo verheiratet. Als Angebote für gute Rollen in Deutschland mehr und mehr ausblieben, arbeitete sie zunehmend im Ausland und nahm Mitte der 1970er-Jahre endgültig Abschied vom Schauspielerberuf.
Im Jahr 1981 schrieb sie den Roman Steckbriefe, der auch verfilmt wurde. Danach zog sie sich ins Privatleben zurück und heiratete 1985 den Regisseur Sidney Hayers, mit dem sie 25 Jahre zuvor den Film Der rote Schatten (1960) gedreht hatte.

## Filmografie (Auswahl)
- 1950: Der Geigenmacher von Mittenwald
- 1951: Drei Kavaliere
- 1953: Salto Mortale
- 1954: Nilgün
- 1954: Schloß Hubertus
- 1954: Sonne über der Adria
- 1955: Geliebte Feindin
- 1955: Ich war ein häßliches Mädchen
- 1955: Um Thron und Liebe
- 1956: Kaiserjäger
- 1956: IA in Oberbayern
- 1956: Rosmarie kommt aus Wildwest
- 1957: Das Schloß in Tirol
- 1957: Die unentschuldigte Stunde
- 1957: Wien, du Stadt meiner Träume
- 1958: Der Page vom Palast-Hotel
- 1958: Laila – Liebe unter der Mitternachtssonne
- 1959: Sehnsucht hat mich verführt
- 1959: Lockvogel der Nacht
- 1960: Der rote Schatten
- 1961: Drei weiße Birken
- 1962: Schlager-Revue 1962
- 1962: Candidate for Murder
- 1963: Mord in Rio
- 1964: Der Fluch der grünen Augen
- 1966: Wie tötet man eine Dame? (Das Geheimnis der gelben Mönche)
- 1966: Karriere (A belles dents)
- 1966: Simon Templar (Fernsehserie, eine Folge)
- 1968: … soviel nackte Zärtlichkeit
- 1970: Das lüsterne Quartett (The Lickerish Quartet)
- 1974: Die großen Detektive (Les grands détectives) (Fernsehserie, eine Folge)
- 1982: Ein Abend mit Georg Thomalla (Fernsehserie, eine Folge)